# Kenny (prénom)
Pour les articles homonymes, voir Kenny et Ken.
Kenny est un prénom d'origine celtique (Irlande).

## Fête
- 3 mai : Saint Kenny ou saint Canice d'Aghaboe ou Saint Kenneth : Né à Glengivan en Irlande du Nord, il était moine sous saint Finien de Clonard puis de saint Cadoc, à Llancarfan au Pays de Galles. De retour en Irlande, il fonda le monastère d'Aghaboe et peut-être celui de Kilkenny.

Plus tard, il prêcha en Écosse et fut le premier à construire une église à l'endroit actuel du village de Saint-André.
Il est compté parmi les Douze apôtres de l'Irlande.

## Formes dérivées du prénom
- Kenneth
- Ken